# Arrondissement Castelsarrasin
Arrondissement Castelsarrasin (fr. Arrondissement de Castelsarrasin) je správní územní jednotka ležící v departementu Tarn-et-Garonne a regionu Midi-Pyrénées ve Francii. Člení se dále na 12 kantonů a 103 obce.

## Kantony
- Auvillar
- Beaumont-de-Lomagne
- Bourg-de-Visa
- Castelsarrasin-1
- Castelsarrasin-2
- Lauzerte
- Lavit
- Moissac-1
- Moissac-2
- Montaigu-de-Quercy
- Saint-Nicolas-de-la-Grave
- Valence